# Rathaus-Galerie Hagen
Die Rathaus-Galerie Hagen ist eine Einkaufspassage am Rathaus von Hagen an den Tangentialen Friedrich-Ebert-Platz, Rathausstraße und Mittelstraße. Sie wurde in Teilen im Oktober 2014 und komplett im November 2014 eröffnet.
Die Galerie bietet 22.000 m² Verkaufsfläche für insgesamt 80 Ladenlokale. Die Baukosten betrugen 120 Millionen Euro. Die Stadtverwaltung entschied sich für den Bau eines zweiten Einkaufszentrums ergänzend zur  Volme-Galerie, um die Attraktivität der Hagener Innenstadt für den Einzelhandel zu erhöhen. Der Investor ist die GEDO-Gruppe; Architekten KuBuS Architektur Menschen und Stadtplanung, Wetzlar; die Verwaltung übernimmt das Unternehmen Koprian iQ. Zum Inneren gehören Rolltreppen und Lichthöfe. Die Außenmaße betragen 150 m mal 120 m.

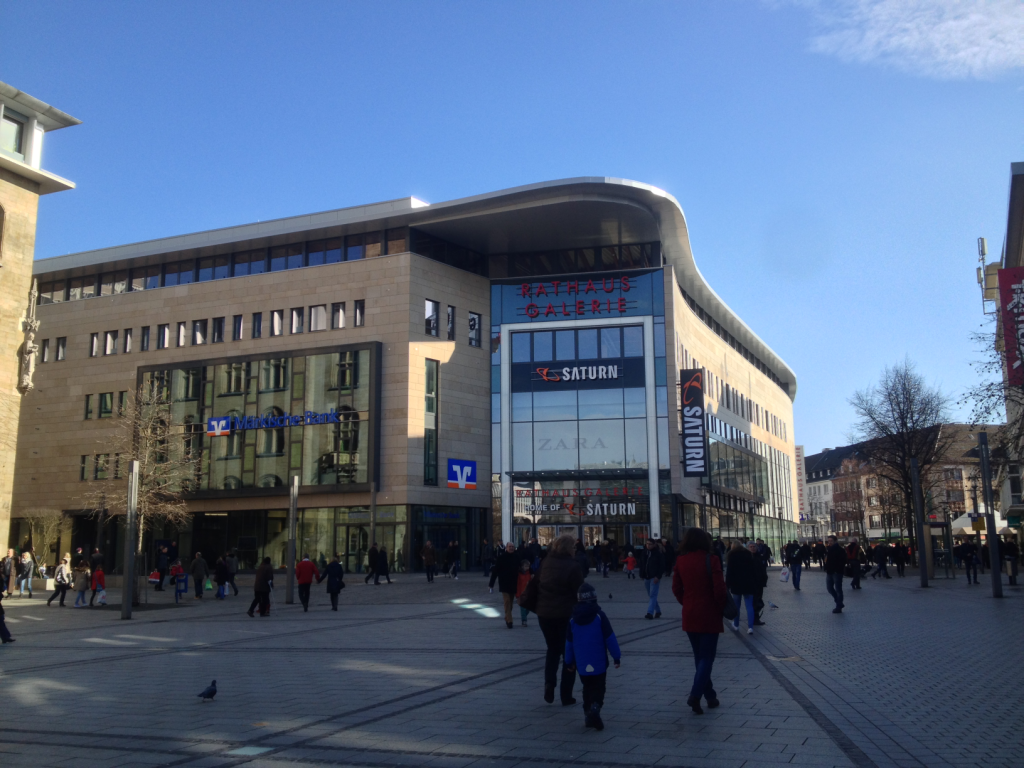
Rathaus-Galerie Hagen

Die große Eröffnung am 14. Oktober 2014 scheiterte wegen der Probleme mit der Brandschutztechnik. Nur der Saturn-Markt konnte öffnen. Am Eröffnungstag kamen 60.000 Besucher. Am 19. Oktober 2014 kam es zum ersten Alarmfall. Die Feuerwehr konnte jedoch eine Stunde lang nicht in den Elektrofachmarkt, weil eine falsch programmierte Alarmanlage die Tür blockierte.
Am 13. November 2014 eröffnete die Rathaus Galerie ohne Probleme und größere Vorfälle komplett.
Die Rathausgalerie war seit der Flutkatastrophe am 14. Juli 2021 geschlossen. 
Wiedereröffnung des integrierten REWE-Marktes war am 1. September 2022. 
Die Wiedereröffnung der Rathaus-Galerie am 30. März 2023.